# Mars 1953

## Évènements
- 2 mars : premier vol de l'intercepteur expérimental SO.9000 Trident.

- 5 mars : la mort de Staline, les conflits ouvriers et le mécontentement des agriculteurs, des intellectuels et des étudiants amènent les dirigeants tchécoslovaques à libéraliser le régime. La mort de Sergeï Prokofiev

- 8 mars : à Castellón de la Plana (Espagne), alternative de Antonio Chenel Alabaladejo dit « Antoñete », matador espagnol.

- 10 mars : Lors de la bataille aérienne de Merklín, un avion de chasse américain est abattu par un MiG-15 tchécoslovaque.

- 12 mars : un bombardier Avro Lincoln de la RAF est abattu par un MiG-15 soviétique en Allemagne de l’Est.

- 14 mars : Nikita Khrouchtchev devient secrétaire du Comité central du Parti communiste de l'Union soviétique, au sein d'une direction collégiale. Il succède à Staline à partir du 20 mars.

- 21 mars : Antonín Zápotocký devient président de la république tchécoslovaque.

- 25 mars : l'ONU condamne Taïwan et obtient le rapatriement hors de Birmanie des troupes du Kuomintang à partir du 7 novembre.

- 27 mars : l'armée de l'air néerlandaise devient autonome.

- 28 mars : annonce d’une large amnistie en URSS. Une direction collégiale prend les commandes du pays : Gheorghi Malenkov, élu secrétaire du parti, à la présidence du conseil (fin en 1955), Molotov aux Affaires étrangères, Lavrenti Beria à l’Intérieur (fin en juin), Vorochilov à la présidence du présidium du Soviet suprême, Nikolaï Boulganine et Lazare Kaganovitch aux postes de vice-premiers ministres.

- 31 mars : le Suédois Dag Hammarskjöld est élu Secrétaire général des Nations unies.

## Naissances
- 1er mars :
- Chuck Zito, boxeur, garde du corps de célébrités, acteur américain, ancien membre des Hell's Angels de New York.
- 3 mars :
  - Zico, footballeur brésilien.
  - Anne Bie Warburg, actrice danoise.
- 4 mars : Agustí Villaronga, réalisateur espagnol († 22 janvier 2023).
- 5 mars :
  - Valery Korzun, cosmonaute russe.
  - Katarina Frostenson, écrivain.
- 7 mars : Jean-Dominique Senard, homme d'affaires français.
- 12 mars : Nelson Monfort, animateur et journaliste sportif français.
- 13 mars : Sonia Guillén, archéologue, anthropologue et ministre péruvienne.
- 16 mars :
  - Richard Stallman, promoteur du projet GNU et créateur de la FSF.
  - Isabelle Huppert, comédienne française.
- 19 mars : Lenín Moreno, homme politique équatorien et président de l'équateur de 2017 à 2021.
- 24 mars : Louie Anderson, acteur américain († 21 janvier 2022).
- 27 mars : 
  - Patricia C. Dunn, femme d'affaires américaine, ex-chairman de Hewlett-Packard (HP) de 2005 à 2006.
  - Dennis Bevington, homme politique fédéral canadien.
  - Philippe Désert, décorateur français.
- 28 mars : 
  - Melchior Ndadaye, président du Burundi († 21 octobre 1993).
  - Steve Keen, économiste australien

## Décès
- 5 mars :
  - Joseph Staline (Joseph Vissarionovitch Staline), président de l'Union soviétique (° 21 décembre 1879)
  - Sergueï Prokofiev, compositeur russe (° 23 avril 1891)
  - Herman J. Mankiewicz, scénariste américain
- 16 mars : Paul Frolich, militant luxembourgiste (° 7 août 1884)
- 23 mars : Raoul Dufy, peintre français (° 3 juin 1877)
- 28 mars : Valentine de Saint-Point, écrivain, poète, peintre, dramaturge, critique d'art, chorégraphe, conférencière et journaliste (° 16 février 1875)
- 30 mars : Alexandre Vachon, archevêque d'Ottawa.